# Мусхе
Мусхе (бірм. முஸ்குக்கிய்; MLCTS: mu hcai mrui.; шанською: முநைகிႊ) — містечко на півночі штату Шан, М'янма; адміністративний центр однойменного округу. Воно розташоване на річці Швелі і сполучене мостом і дорогою з Жуйлі в провінції Юньнань, КНР.

## Історія
23 травня 2021 року Сили народної оборони, збройні сили уряду національної єдності зіткнулися з армією М'янми у Мусхе, убивши 13 охоронців.

## Транспорт
Сьогодні через Мусхе пролягає Національне шосе 3 з Мандалая через Лашо — частина 3450-кілометрової Азійської автомагістралі AH14. Стара Бірманська дорога сполучає нову дорогу із Бхамо в штаті Качин, яка з'єднується з дорогою Ледо. Дорога Мандалай — Лашо — Мусхе включала частину Бірманської дороги та була перебудована та модернізована для інтенсивного руху в 1998 році за принципом «будуй-експлуатуй-передай» компанією Asia World, очолюваною сином колишнього опіумного воєначальника Ло Син Хана. Це скоротило час у дорозі з кількох днів (тижня в сезон дощів), до 12–16 годин. Мусхе також пов'язаний із центральною Бірмою державною залізницею Мандалай — Лашо — Північний Шан.